# Файе, Мухаммад
Мухаммад Файе (англ. Mouhammad Faye; род. 14 сентября 1985, Дакар, Сенегал) — сенегальский профессиональный баскетболист, играющий на позиции тяжёлого форварда.

## Карьера
Профессиональную карьеру Файе начинал в «Рио-Гранде Вэллей Вайперс». По итогам дебютного сезона 2010/2011 он вошёл во вторую сборную новичков D-Лиги. Кроме того, Мухаммад выступал за итальянский «Варезе», французский «Йер-Тулон Вар», греческие «Икарос», «Панелефсиниакос», «Ретимнон Критан Кингз» и «Промитеас», а также ливанский «Хекмех».
С августа 2018 года по февраль 2020 года Файе выступал за «Црвену звезду». В составе сербского клуба Мухаммад стал чемпионом Адриатической лиги, выиграл Суперкубок Адриатической лиги и чемпионат Сербии, а также был признан «Самым ценным игроком» Суперкубка Адриатической лиги.
В феврале 2020 года Файе перешёл в «Автодор» и провёл 2 матча в Единой лиге ВТБ, в которых его средняя статистика составила 8,5 очка, 6,5 подбора, 2,0 перехвата и 1,5 передачи.
В апреле 2020 года Файе вернулся в «Промитеас». Перед началом сезона 2020/2021 стало известно, что Мухаммад не может присоединиться к тренировкам команды, так как не может выехать из Сенегала в связи с ограничениями, вызванными пандемией коронавируса.
В феврале 2021 года Файе подписал контракт с «Булазак».
В мае 2023 года Файе стал игроком «Эр-Райян».

## Сборная Сенегала
С 2007 года в составе сборной Сенегала Файе принял участие в двух чемпионатах мира и в 6 розыгрышах чемпионата Африки, дважды став бронзовым призёром АфроБаскета.
На чемпионате мира-2019 статистика Файе в 5 матчах составила 9,8 очка, 3,4 подбора, 2,0 передачи, 1,4 перехвата и 0,8 блок-шота.

## Достижения

### Клубные
- Чемпион Адриатической лиги: 2018/2019
- Обладатель Суперкубка Адриатической лиги: 2018
- Чемпион Сербии: 2018/2019

### Сборная Сенегала
- Бронзовый призёр чемпионата Африки (2): 2013, 2017